# Mais
Mais (Zea mays), in Teilen Österreichs und Altbayerns auch Kukuruz (aus dem Slawischen), in der Schweiz, Tirol und Kärnten auch Türken genannt, ist eine Pflanzenart innerhalb der Familie der Süßgräser (Poaceae). Das Getreide stammt ursprünglich aus Mexiko und ist eine einhäusig getrenntgeschlechtige C4-Pflanze.
Wirtschaftlich bedeutend ist die Unterart (Subspezies) Zea mays subsp. mays. Bei der Weltgetreideernte nimmt Mais mit über 1,2 Mrd. Tonnen (2021) vor Weizen und Reis den ersten Platz ein. Über 60 % davon werden zu Maissilage verarbeitet und an Nutztiere verfüttert, die vor allem der Milch- und Fleischproduktion dienen.
Körnermais ist eines der Grundnahrungsmittel der Bevölkerung Afrikas und Lateinamerikas. Das glutenfreie Getreide ist zudem auch für Personen mit Überempfindlichkeit gegen Klebereiweiß (Zöliakie) tauglich.
Neben der Verarbeitung in der Lebensmittelindustrie und der Nutzung als Tierfutter, wird die aus Mais gewonnene Stärke als nachwachsender Rohstoff für die Herstellung von bio-basierten Kunststoffen eingesetzt. Dazu kommt der Einsatz von Energiemais als nachwachsender Rohstoff für die Erzeugung von Bioethanol und Biogas.

## Beschreibung

Schematischer Aufbau der Maispflanze

Der Kulturmais ist durch die lange Züchtungsgeschichte formenreich.

### Vegetative Merkmale
Kulturmais ist eine kräftig gebaute, sommergrüne, einjährige, krautige Pflanze, die Wuchshöhen von einem bis zu drei Metern erreicht. Der runde, nicht oder nur selten verzweigte Halm ist auf ganzer Länge von glatten Blattscheiden bedeckt. Er ist innen markhaltig und kann am Grund einen Durchmesser von fünf Zentimetern aufweisen. Die zahlreichen Knoten stehen insbesondere bodennah in dichter Folge. Aus ihnen entwickeln sich sprossbürtige Wurzeln, die der Wasser- und Nährstoffaufnahme, vor allem aber auch der Standfestigkeit der Pflanze dienen.
Die Laubblätter sind wechselständig am Halm angeordnet. Das drei bis fünf Millimeter lange Blatthäutchen (Ligula) ist zerschlitzt oder bewimpert. Die einfache, leicht raue, mitunter zerstreut behaarte, dunkelgrüne Blattspreite ist bei einer Länge von bis zu einem Meter und einer Breite von vier bis zehn Zentimeter flach und zum Rand hin wellig.

### Generative Merkmale

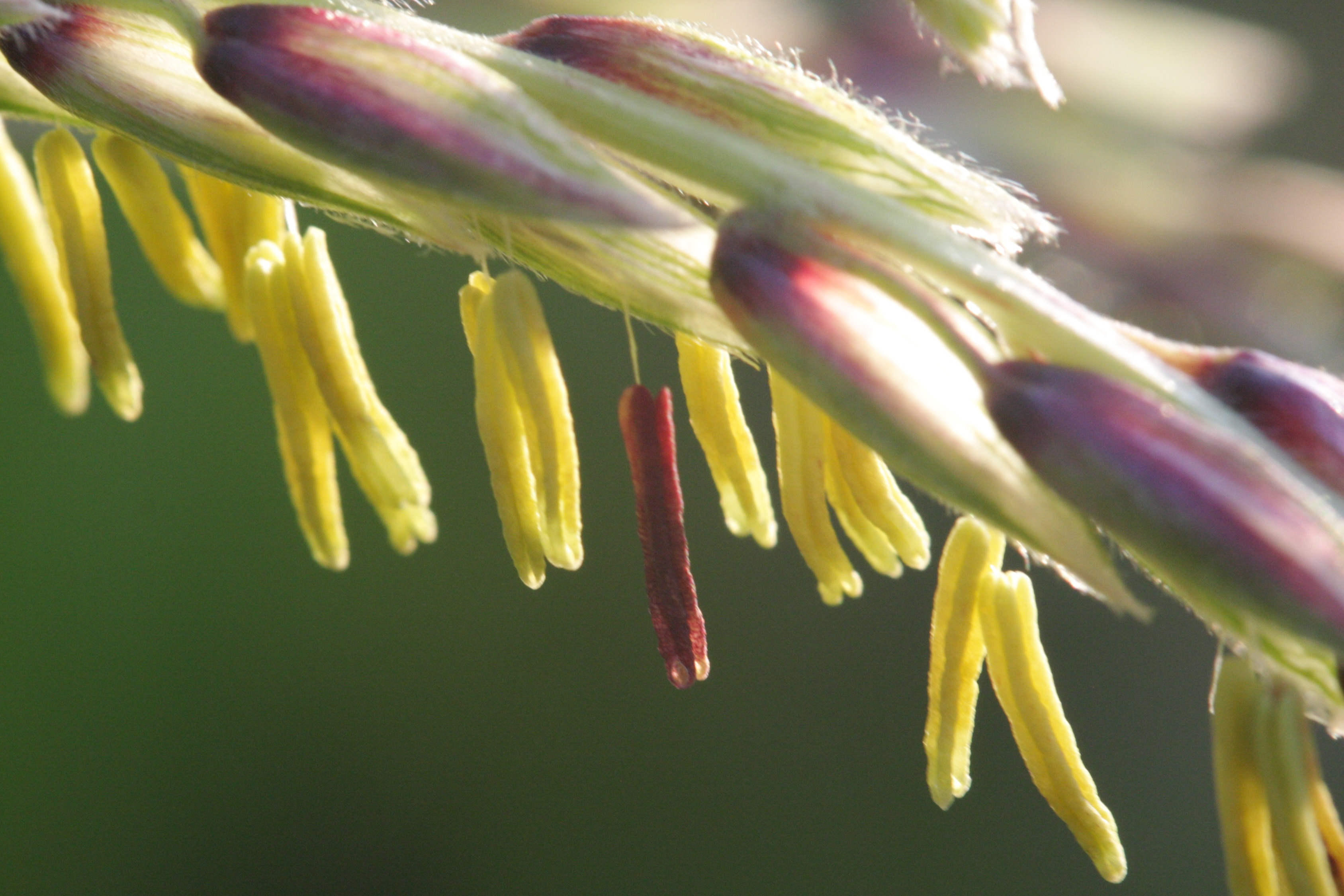
Männliche Blüten

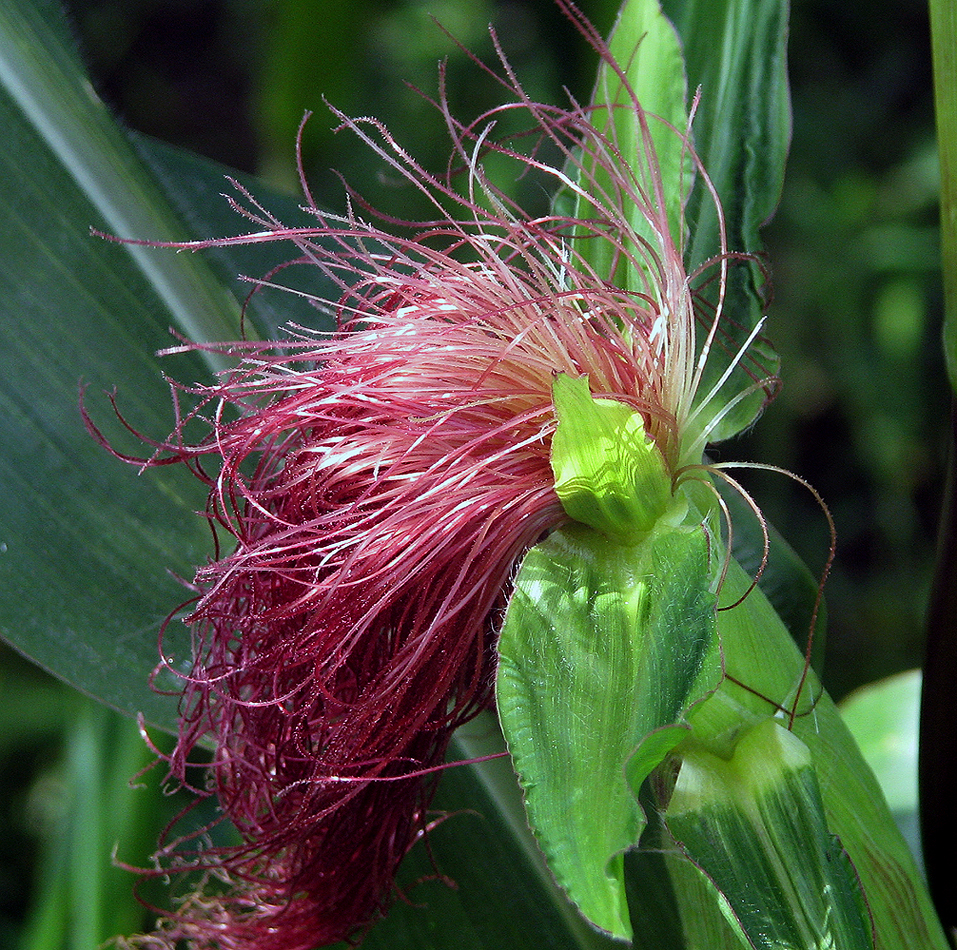
Griffel

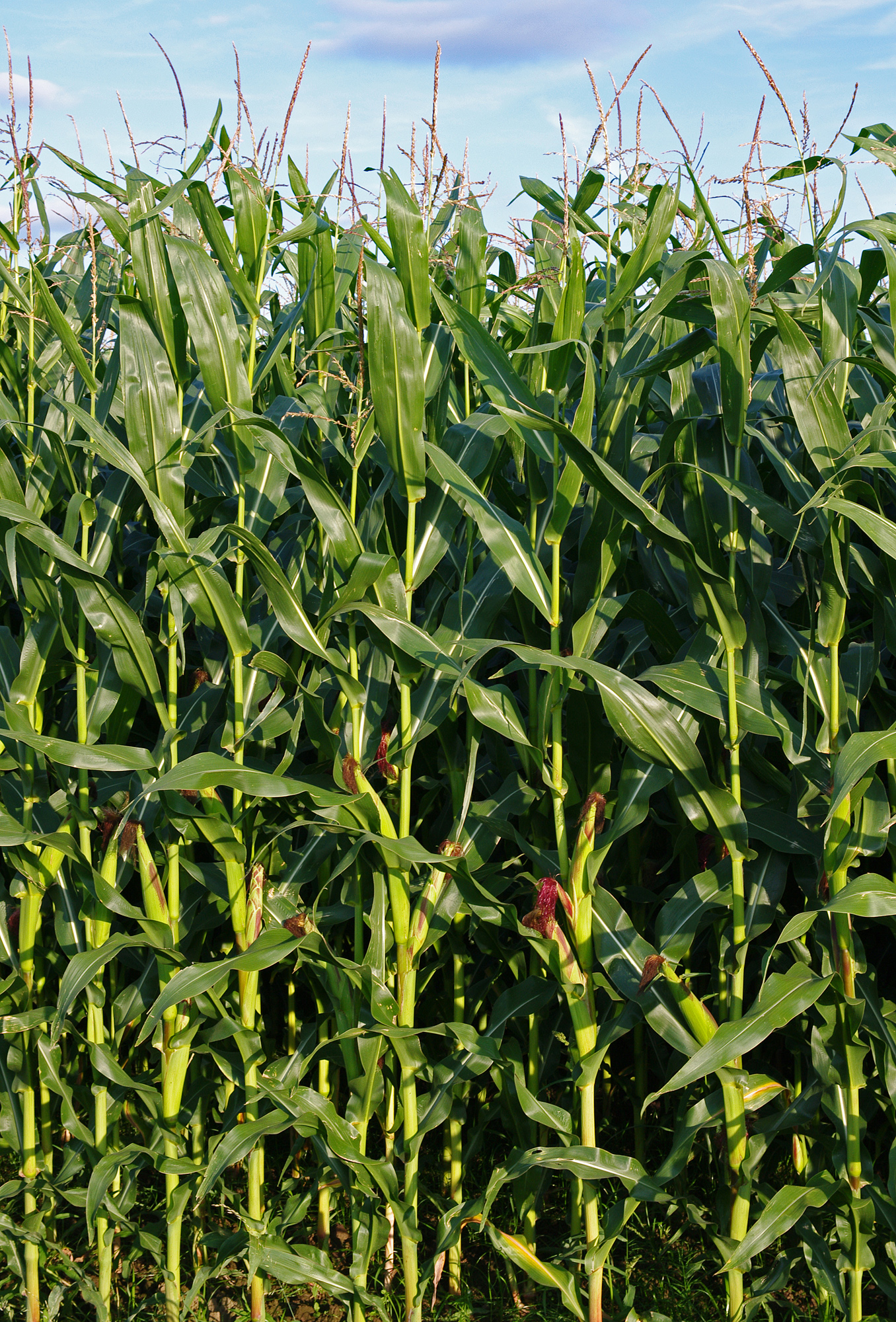
Maisfeld

Kulturmais ist einhäusig getrenntgeschlechtig (monözisch). An der Sprossspitze befinden sich die endständigen männlichen rispigen Blütenstände, die sich an den Rispenästen aus paarweise angeordneten Ährchen mit jeweils zwei männlichen Blüten zusammensetzen. Ein bis drei weibliche Blütenstände wachsen in Blattachseln am unteren bis mittleren Bereich des Halmes. Diese seitenständigen, kurz gestielten Kolben werden vollständig von Hüllblättern (Lieschblätter, auch genannt Lieschen, gesprochen /ˈliːʃən/) umhüllt und tragen paarweise Ährchen in 8 bis 16 Längszeilen. Dabei enthält jedes Ährchen zwei Blüten, von denen aber nur eine voll entwickelt ist. Der Fruchtknoten ist mit drei Millimetern sehr klein, jedoch zur Anthese mit 20 bis 40 Zentimeter langen Griffeln ausgestattet. Später ragen die vertrockneten Griffel als bräunliches Bündel aus der Spitze des Kolbens zwischen den Blattscheiden hervor. Da sich die Deck- und Vorspelzen der weiblichen Blüten nicht weiterentwickeln, können sich die Früchte unbespelzt vorwölben.
Der kolbenförmige Fruchtstand enthält zur Reifezeit Maiskörner (Karyopsen), die je nach Sorte weißlich, goldgelb, rot oder auch schwarzviolett sein können, das Tausendkorngewicht beträgt 250 bis 400 Gramm.
Die Chromosomenzahl von Mais beträgt 2n = 20 (40, 80).

## Ökologie
Dieser Therophyt ist eine sommerannuelle Pflanze. Die Stützung des hohen Stängels erfolgt durch sprossbürtige Stützwurzeln aus den Knoten der Stängelbasis. Stängelmark und Früchte sind mindestens anfangs zuckerhaltig. Spaltöffnungen befinden sich auf beiden Seiten des Blattes; oberseits 95 je Quadratmillimeter, unterseits 160 je mm2. Der Mais ist eine C4-Pflanze, hier ist Malat das erste Photosyntheseprodukt. Die C4-Methode ist eine Anpassung an sehr warme und sonnige Klimaverhältnisse, wie sie vor allem in den Tropen und Subtropen gegeben sind. Dabei wird das CO2-Angebot in optimaler Weise genutzt. Besonders bei hohen Temperaturen können Maispflanzen CO2 weit besser zum Wachstum nutzen als gewöhnliche C3-Pflanzen. Auch verbrauchen sie dabei weniger Wasser.
Die Blütezeit reicht (in Mitteleuropa) von Juli bis September. Blütenökologisch handelt es sich um „Langstaubfädigen Typ“. Der Mais ist windblütig (Anemophilie), es erfolgt also eine Bestäubung der weiblichen Blüten durch Windtransport der Pollen. Die Blüte ist „vormännlich“, dies begünstigt die Fremdbestäubung. Bei der Vormännlichkeit (Proterandrie) entleeren die Staubbeutel den Pollen, bevor die Narbe der Blüte empfängnisbereit ist. Der Griffel ist lang und fädig, so dass der Pollen mehr als 10 cm bis zur Samenanlage zurücklegen muss. Es entstehen nur 10.000 Pollenkörner pro Blüte, pro Blütenstand aber 18 Millionen. Mit einer Länge von 0,1 mm und einem Gewicht von 0,00025 mg gehören die Maispollen zu den größten und schwersten der in Mitteleuropa wachsenden Pflanzen. Der Pollen ist klebrig, legt nur relativ kurze Strecken durch den Wind zurück und ist nur etwa einen Tag lang befruchtungsfähig. Für Windbestäubung ist außerdem der angenehme Duft des Pollens überraschend.
Der Mais ist eine Kurztagspflanze, weshalb die Früchte in Mitteleuropa oft nicht ausreifen. Die Samen sind Wärmekeimer.
Die ökologischen Zeigerwerte nach Landolt et al. 2010 sind in der Schweiz: Feuchtezahl F = 2+ (frisch), Lichtzahl L = 4 (hell), Reaktionszahl R = 3 (schwach sauer bis neutral), Temperaturzahl T = 5 (sehr warm-kollin), Nährstoffzahl N = 4 (nährstoffreich), Kontinentalitätszahl K = 2 (subozeanisch).

## Giftigkeit
Die Maisgriffel (auch Maisbart oder Maishaar genannt) sind giftig. In den Narben sind die Hauptwirkstoffe 0,85 % unbekannte Alkaloide. Vielleicht sind auch Aflatoxine für die Giftigkeit verantwortlich, denn Konidien von Aspergillus flavus keimen besonders gut auf den Narben der weiblichen Maisblüten, wenn diese eine gelbbraune Farbe haben und schon mit Pollen belegt sind. Dieser liefert offenbar die erforderlichen Nährstoffe und ermöglicht dem Pilz eine reiche Konidienbildung. Anschließend wachsen die Hyphen durch den Narbenkanal zu den Samenanlagen.
Vergiftungserscheinungen: Die Alkaloide bewirken nach dem Einatmen Erregungszustände, Delirien, bei längerer Einwirkung Erbrechen, Koliken und Durchfall. Als Rauschdroge dienen die vor der Bestäubung gesammelten Griffel der weiblichen Blüte. Sie werden von indigenen Völkern in Peru als Rauschmittel geraucht.

## Taxonomie und Systematik
Der Mais wurde 1753 von Carl von Linné in Species Plantarum Tomus II, S. 971 als Zea mays erstbeschrieben.
Man kann folgende Unterarten unterscheiden:
- Zea mays subsp. huehuetenangensis (Iltis & Doebley) Doebley: Sie kommt nur im westlichen Guatemala vor.[8]
- Zea mays L. subsp. mays
- Zea mays subsp. parviglumis Iltis & Doebley: Sie kommt in den mexikanischen Provinzen Jalisco bis Oaxaca vor.[8]

## Geschichte
Das Zentrum der Maiskultivierung liegt in Zentralmexiko. Weitgehend unstrittig ist mittlerweile, dass das Wildgras Teosinte (Euchlaena mexicana) der wilde Vorfahr des Maises ist. Die Blüten von Teosinte und Mais lassen sich optisch kaum unterscheiden, die Chromosomenzahl beider Pflanzen ist identisch und sie hybridisieren in der Natur überall da, wo sie in Nähe zueinander wachsen. Allerdings sind die Fruchtstände deutlich unterschiedlich. Teosinte bildet keine Kolben mit mehreren Körnerreihen, sondern zwei Reihen dreieckiger Körner sitzen an einer dünnen Ährenachse. Mehrere dieser Ähren stehen in Büscheln zusammen. Bei der Reife fallen die Körner von der Ähre ab. Die Entwicklung des heutigen Kulturmaises, der sich ohne menschliche Hilfe nicht fortpflanzen kann, da sich bei ihm die Körner nicht mehr von alleine lösen, gilt daher als eine der größten Domestizierungsleistungen des Menschen. Über Einzelheiten der Domestizierungsgeschichte besteht dagegen noch Unklarheit. 2008 stellte ein Forscherteam fest, dass Teosinte im zentralen Tal des Río Balsas im Süden Mexikos die Ausgangssorte darstellen. Im dortigen Xihuatoxtla fanden sich 8.700 Jahre alte Spuren, dazu entsprechende Werkzeuge.

### Präkolumbische Zeit

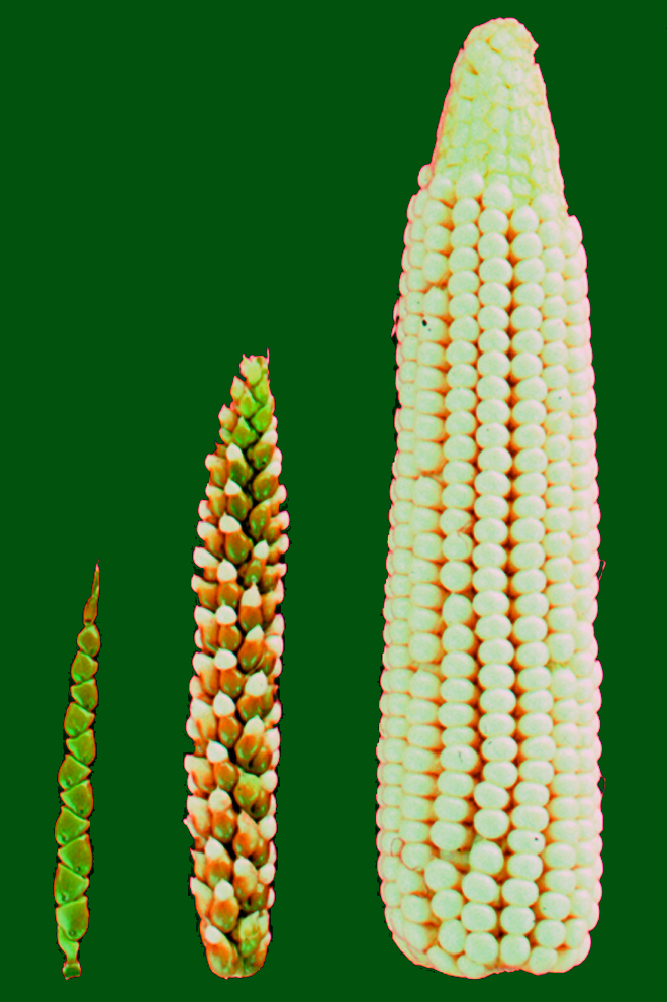
Entwicklung von Teosinte (links) zum heutigen Mais (rechts)

Jüngsten Forschungsergebnissen zufolge stammt Mais von der Balsas-Teosinte aus dem tropischen Regenwald des Rio Balsas-Beckens in Zentralmexiko ab. Prähistorische Reste von Mais hat man seit der zweiten Hälfte des 20. Jahrhunderts an mehreren Orten in Mexiko, Panama, Neu-Mexiko und Peru gefunden. Zu den ersten Funden zählten Maisreste im Tal von Tehuacán. Die intakten Kolben, die keine Körner mehr aufwiesen, waren zwischen 1,9 und 2,4 Zentimeter lang. Sie hatten im Mittel acht Kornreihen mit sechs bis neun Körnern pro Reihe. Dem Kultur-Mais aus dem Tal von Tehuacán wurde lange ein Alter von etwa 9.000 Jahren zugeschrieben, nach neuen 14C-Daten stammt er jedoch nur von etwa 4.700 v. Chr. Zwei Maiskolben aus Guila Naquitz, die weniger als 5 cm lang sind, wurden auf 3.300 v. Chr. datiert. Insgesamt stammen die ersten voll-neolithischen Siedlungen in Mexiko aus der Zeit um 3.500 v. Chr. (unkalibriert).
Aus Trincheras am Rio Casas Grandes im nördlichen Chihuahua und Las Playas im nördlichen Sonora stammt kultivierter Mais, der auf etwa 1.000 v. Chr. datiert ist. Aus Trincheras ist auch Amarant bekannt. Die ersten Ackerbausiedlungen im Südwesten liegen auf den Niederterrassen von Flüssen. Eventuell wurde Mais hier ausgesät, nachdem die Frühjahrsüberschwemmungen zurückgegangen waren. Seit 1.100 v. Chr. sind aus dem Gebiet von Tucson (Arizona) kleinere Bewässerungsanlagen bekannt. Aus der Palo-Blanco-Phase, die etwa von 200 v. Chr. bis ca. 700 n. Chr. währte, sind Kolben mit einer Länge von acht bis zehn Zentimeter bekannt, die zwischen 113 und 163 Körner aufwiesen.

### 16. / 17. Jahrhundert

#### Mais in Europa
„Der Mais stammt als die einzige der gewöhnlichen Getreidearten aus Amerika.“ (Johannes Humlum, Zur Geographie des Maisbaus 1942)
Der italienische Arzt Pietro Andrea Mattioli hat 1565 dem Mais eindeutig das Ursprungsland Amerika zugewiesen, wodurch die These widerlegt werden konnte, der Mais stamme aus dem asiatischen Gebiet.
Die Entdeckung des Seewegs nach Amerika 1492 brachte Christoph Kolumbus zwar nicht wie erhofft Reichtümer und Schätze, dafür stieß man aber auf verschiedene Früchte und Pflanzen. Darunter auch den Mais, der nach 1492 relativ schnell nach Europa kam und sich von hier aus über die ganze Welt verbreitete. Kolumbus beschreibt den Mais (abgeleitet von „mahiz“ aus der Sprache der Taíno-Arawak-Indianer auf den karibischen Inseln) in seinen Tagebüchern als eine Pflanze mit fundamentaler Bedeutung für die Nahrung und Landwirtschaft auf den Inseln vor Ort. So lässt sich dann 1503 der Mais zum ersten Mal in den Handelsregistern von Sevilla auffinden, welches zur damaligen Zeit das alleinige Anrecht auf aus Amerika eingeführte Güter hatte.

##### Spanien
Im 16. Jahrhundert hielt das „amerikanische Korn“ Einzug in spanische Ziergärten. Quellen belegen den Maisanbau ab 1525 in Andalusien. Im Süden der iberischen Halbinsel hatte der Mais aufgrund des Klimas größere Probleme, sich gegen die bestehenden Wein-, Weizen- und Olivenfelder durchzusetzen. Im Norden konnte der Mais sich schneller durchsetzen und verbreiten und trug als preiswertes Nahrungsmittel bedeutend zur Nahrungsversorgung der finanziell Schwächeren bei. Von Spanien aus gelangte der Mais nach Südeuropa und in den Vorderen Orient.

##### Italien
Der Mais kam von Spanien aus nach Italien, die neuen Anbaugebiete waren aber nicht die Gebiete unter der Führung Spaniens, sondern vor allem die Gegend um Venedig. Im 16. Jahrhundert verzeichnen erste Quellen die Ankunft gelbkörnigen Maises (es gibt zahlreiche Darstellungen, wie z. B. die Villa Farnesina in Rom) und die Existenz von Maispflanzen in Gärten Oberitaliens. Gegen Ende des 17. Jahrhunderts stieg die Maisproduktion immer mehr an und im 18. Jahrhundert überholte sie sogar die des Weizens.
Die Italiener waren die ersten, die das Potenzial des Maiskorns als Ackerfrucht erkannten. Die Maispflanze stellt nämlich bei warmen Sommertemperaturen keine großen Ansprüche und kann auch ohne landwirtschaftliche Geräte gezogen werden und liefert darüber hinaus noch hohe Erträge.

##### Balkan
Die Verbreitung in Südosteuropa lässt sich mit großer Wahrscheinlichkeit auf militärische Einflüsse zurückführen. Die Balkanländer waren frühe Maisproduzenten Europas. Im 17. Jahrhundert hat der Maisanbau in den Ländern auf dem Balkan fußgefasst und seitdem war Mais als Grundnahrungsmittel in Südosteuropa nicht mehr wegzudenken.

##### Schweiz
In der Schweiz wird Mais seit dem 17. Jahrhundert im St. Galler Rheintal angebaut, wo er wegen des feucht-warmen Klimas und durch die Begünstigung des Alpenföhns besonders gut gedeiht. Die Kulturpflanze wurde im Rheintal hauptsächlich als Speisemais für den Verzehr angebaut und nicht als Futtermais für das Vieh wie in anderen Ackerbaugebieten.

##### Frankreich
Ende des 16. Jahrhunderts gelangte der Mais auch nach Südwestfrankreich, wo vor allem um die Gegend von Toulouse gute Bedingungen für den Maisanbau herrschten. Weiter nördlich kam der Mais zunächst nicht.

##### Deutschland
Venedig hatte zur damaligen Zeit enge Verbindungen zu den Spaniern, die ihre Reise nach Amerika antraten, weshalb Venedig nur kurze Zeit nachdem das Maiskorn in Spanien ankam, auch schon erste Proben erhalten hatte. Von Venedig aus trat das Maiskorn seine Reise nach Deutschland an, denn Süddeutschland und Venedig verbanden enge Handelsbeziehungen. So lebten viele deutsche Händler in Venedig, während sich gleichzeitig in Nürnberg die größte venezianische Handelsniederlassung befand. Auf diese Weise fand das Maiskorn Einzug in Deutschland, nur wenige Jahrzehnte nach der Ankunft der Europäer in Amerika. In Deutschland wurde Mais im 16. und 17. Jahrhundert nur in Gärten klimatisch begünstigter Regionen wie der Rheingegend oder Baden gepflegt.
Als einer der Ersten führte Hieronymus Bock Mais in dem New Kreüterbuch 1539 auf, damals noch als Welschkorn bezeichnet. In der Ausgabe des Kräuterbuchs von 1546 schreibt er:
Unser Germania würt bald Felix Arabia heissen dieweil wir so vil frembder gewächs von tag zu tag auss frembden Landen in unseren grund gewehnen under welchen dz gross Welschkorn nit das geringest ohn zweiffel erstmal von Kauffleuten auss warmen freissten Landen zu uns geführt worden.
Leonhart Fuchs hingegen hatte 1542 die erste bildliche Darstellung einer Maispflanze in seinem Buch De Historia Stirpium commentarii insignes (Seite 815) veröffentlicht. Er berichtet auch über die Vielfarbigkeit des Getreides, die in Abbildungen in Jacob Theodor Tabernaemontanus Neuw Kreuterbuch aus dem Jahre 1588 auch sichtbar werden.

#### Mais in Afrika
Die Portugiesen führten zu Beginn des 16. Jahrhunderts das Getreide in Afrika ein. Das Maiskorn verbreitete sich schnell auf dem Kontinent und wurde erfolgreich in die traditionellen Landnutzungssysteme eingegliedert. An der Goldküste Ghanas war Mais vom 16. Jahrhundert bis 1850 ein wichtiges Nahrungsmittel, zum einen bei langen Reisen, zum anderen auch für Soldaten im Krieg. Darüber hinaus wurde Mais auch als Speise für die Götter bei bestimmten Ritualen verwendet. Der Holländer Pieter de Marees berichtet in seinen Aufzeichnungen, dass oftmals eine Art Bier aus Mais getrunken wurde, genannt Poitou. Der Mais erreichte die Goldküste von der Karibik oder Amerika aus über São Tomé, eine unbewohnte Insel in Westafrika, die von den Portugiesen entdeckt wurde. Von da aus gelangte der Mais dann in die Niederlassungen an der Goldküste.
Krieg und Sklavenhandel hatten große Auswirkungen auf den Maishandel an der Goldküste. Vor allem gerösteter Mais war dabei aufgrund seiner längeren Haltbarkeit sehr beliebt. Darüber hinaus benutzte die Asante-Armee Maiskörner, um einen Überblick über die getöteten Soldaten zu behalten. In Accra hatte sich der Mais bis Ende des 17. Jahrhunderts als Hauptgetreide durchgesetzt, und für den Stamm der Ga war der Mais ein Symbol für Fruchtbarkeit. Dort wurde der Bauch von Frauen, die zum ersten Mal schwanger waren, damit bestrichen.
Es ist davon auszugehen, dass sich die Bevölkerung des afrikanischen Kontinents unter anderem auch dank des Maises erheblich vergrößerte. Diese Entwicklung spielte dem um diese Zeit herum entstehenden Sklavenhandel zu.

#### Entwicklung von der Gartenpflanze zur Ackerfrucht
Es gibt einen gewissen Prozess für die Akkulturation und Verwendung neuartiger Pflanzen. So wurden bislang unbekannte Pflanzen in vorindustrieller Zeit zuerst als Heilkräuter aufgenommen, da vermutet wurde, dass exotische Sachen eine wundertätige Wirkung hätten. Die ersten Berichte über den Mais lassen sich im Zusammenhang als Heilmittel finden, Herbarien des 16. Jahrhunderts verweisen ebenfalls auf die Heilkraft dieser amerikanischen Nutzpflanze. Dies änderte sich bis in die Hälfte des 18. Jahrhunderts nicht. Mais wurde zur damaligen Zeit als für die Verdauung förderlich angesehen. Gleichzeitig ließen sich auch Stimmen vernehmen, die den Mais als schwer verdaulich erachteten und davor warnten.
Mais entwickelte sich von einer botanischen Rarität zur allgemein akzeptierten Ackerfrucht. Anfang bis Mitte des 16. Jahrhunderts konnte Mais nur in kleinen Mengen in den heimischen Gemüsegärten gefunden werden, während er ein Jahrhundert später eine viel wichtigere Rolle spielte. Der Mais hat sich als Ackerfrucht etabliert. Die hohen Erträge bei der Ernte von Mais sind einer der Hauptgründe, warum Mais ab Mitte des 17. Jahrhunderts vermehrt auf den Ackerflächen vorkommt. Denn Mais übersteht im Vergleich zu den europäischen Getreidesorten längere Dürre- oder Regenperioden besser, außerdem überzeugt der Mais auch mit seiner kürzeren Reifezeit. Mais erfordert zwar einen höheren Arbeitseinsatz, vor allem wird mehr organischer Dünger benötigt, allerdings lagen seine Ertragschancen höher als die der anderen Sorten. Besonders, da die hohen Ernteerträge dafür eingesetzt werden konnten, um die Tiere, die den Dünger produzierten, zu füttern.
Dies hatte auch Auswirkungen auf die Bauernbevölkerung. Die Bevölkerung fing an, den Mais selbst zu konsumieren und den dadurch eingesparten Weizen zu verkaufen, wodurch Mais zum finanziellen Mittel wurde. Auch wurden bestehende Probleme der Viehfütterung mithilfe von Mais und Kartoffel gelöst. Mais wurde vor allem dort angebaut, wo Bauern nur über kleinere Parzellen verfügten, Großbauern konnten ihre Felder nicht bestellen, denn dafür war der Arbeitsaufwand zu groß.
Im 17. Jahrhundert gab es aufgrund einer kleinen Eiszeit schlechtere klimatische Bedingungen für den Mais. Dies hatte zur Folge, dass in Großteilen Europas der Maisanbau missglückte. Deshalb hatte der Mais seine erste kleine Blütezeit erst im 18. Jahrhundert. Mit der Erwärmung verschob sich später die Anbaugrenze Richtung Norden.

### Ab dem 18. Jahrhundert

#### Maisanbau in Deutschland

Entwicklung der Maisanbaufläche in Deutschland

Erst nachdem es 1805 und 1806 auf Grund einer Pflanzenseuche zu großen Ausfällen in der Kartoffelernte gekommen war, begann man Maissorten zu züchten, die für das etwas strengere mittel- und norddeutsche Klima geeignet waren. Auch wenn in dieser Zeit Rezepte publiziert wurden, wie Mais für Suppen, Pudding, Kuchen, Brei und als Kaffee-Ersatz verwendet werden kann, diente Mais überwiegend der Grünfuttergewinnung. Die Anbauflächen blieben jedoch im 19. Jahrhundert gering und betrugen in Deutschland weniger als ein Prozent. Lediglich in Baden war der Anbau von Mais etwas verbreiteter. Erst in den 1970er Jahren wurden den mitteleuropäischen Standortverhältnissen angepasste Sorten entwickelt, so dass sich der Maisanbau hier stark ausweitete (Blizzard-Mais, Deutsches Maiskomitee, Deutscher Maisclub).

#### Maisanbau in der Schweiz
In der Schweizer Region um das Rheintal hat sich eine eigenständige Mais-Kultur entwickelt, die dazu führte, dass Mitte des 19. Jahrhunderts bereits zwei Drittel der Rheintaler Ackerbaufläche zum Maisanbau verwendet wurden. Die Bezeichnung Rheintaler Ribelmais, welche eine eigenständige Sorte darstellt, ist seit dem Jahr 2000 mit der Ursprungsbezeichnung Rheintaler Ribelmais AOP als erstes Getreideprodukt der Schweiz geschützt. Aus dem Rheintaler Ribelmais AOP werden zahlreiche regionale Produkte hergestellt, beispielsweise das unter dem geschützten Markennamen Ribelgold vermarktete Maisbier der Regionalbrauerei Sonnenbräu.

## Etymologie
Zea mays setzt sich aus altgriech. ζεά (zea) für „Dinkel, Spelt“ und neulat. mays (aus spanisch maíz, aus Taíno mahiz) zusammen.
In Österreich, vor allem in Ostösterreich, sowie in einigen (zu Österreich) grenznahen Gebieten in Bayern wird Mais auch „Kukuruz“ genannt (ausgesprochen gúgarutz in Wien, Ober- und Niederösterreich und auch im Burgenland). Dies ist aus serbokroat. kukuruz entlehnt (vgl. auch tschech. sladká kukuřice (süßer Mais), poln. kukurydza, russ. кукуруза (kukurusa); die Bezeichnung wurde auch als kukorica ins Ungarische aufgenommen), dessen Ursprung unklar und umstritten ist. Sofern ursprünglich slawisch, ist es möglicherweise von einem Ruf kukuru abgeleitet, mit dem Hühner zum Füttern angelockt wurden, oder vielleicht über osman.-türk. kokoroz aus dem Albanischen entlehnt, vgl. kokërrëz, von kokërr „Kügelchen, Perle, Korn“ (eine Verbindung mit den Kuruzen, aufständischen ungarischen Bauern, ist wenig wahrscheinlich und wohl Volksetymologie). Weitere Trivialnamen sind: „Welschkorn“, „Türkischkorn“ und „Türkischer Weizen“, in Kärnten, Tirol und Vorarlberg oft auch kurz „[der] Türken“, in Südtirol auch bekannt als Tirk, tirg, Tirg, Tirgg, tirgge, tirgn, türgg, Türk, analog heißt der Mais auch auf Italienisch granoturco. In der Steiermark wird mit „Woaz“, je nach Region, entweder Weizen oder Mais („Türk Woaz“) bezeichnet. In der Schweiz kennt vor allem das St. Galler Rheintal den Ausdruck Türgge oder Törgge für den hellen Speisemais, aus dem die traditionelle Speise Riebel hergestellt wird. Diese Namensgebungen müssen aber nicht zwangsläufig auch mit den Türken zu tun haben, sondern lassen sich eventuell auch als Volksetymologie mit der Herkunft aus dem vermeintlichen Orient bzw. eben den „heidnischen Ländern“ erklären; Vergleichbares war regional auch bei anderen Importen aus der Neuen Welt üblich. Auf eine fremde bzw. überseeische Herkunft verweisen auch die Bezeichnungen „Welschkorn“, die vor allem im Pfälzischen verbreitet ist, und das ältere französische blé d'Inde, das heute noch bei frankophonen Kanadiern üblich ist.

## Anbau

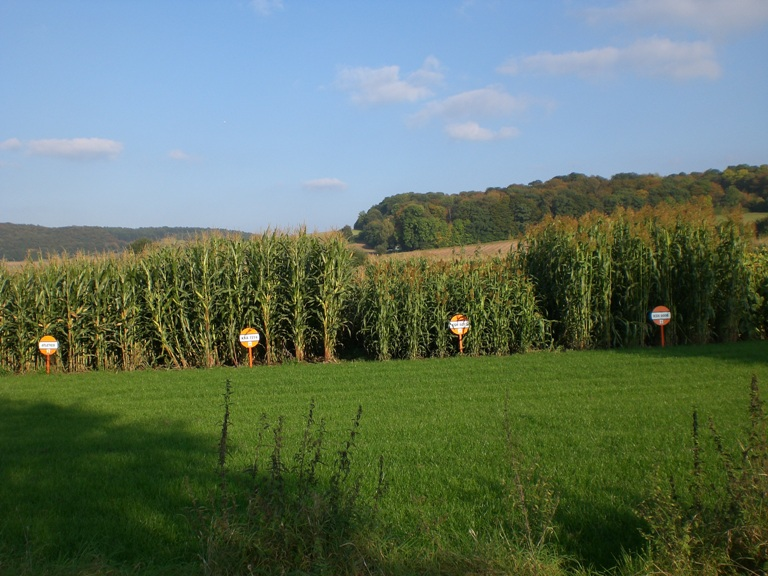
Durch Züchtung entstandene Maissorten

Mais ist ein Sommergetreide. Die Aussaat erfolgt in Deutschland von Mitte April bis Anfang Mai, wenn der Boden warm genug und die Gefahr von Spätfrösten nicht mehr gegeben ist. Mais braucht zur Keimung und zum Feldaufgang eine gewisse Temperatur (Keimung 7–9 °C) und eine gewisse Wärmesumme für den Feldaufgang. Bei niedrigen Temperaturen wird der Keimling von Bodenpilzen befallen und verliert seine Triebkraft; lückige Maisbestände mit geringeren Erträgen sind die Folge. Andererseits führt späte Saat ebenfalls zu Ertragsminderungen, weil die Sonnenenergie des Sommers dann nicht voll ausgenutzt wird. Als Faustregel gilt in Deutschland: eine Aussaat nach dem 10. Mai resultiert in einem Prozent Minderertrag pro Tag Verspätung.
Mais wird in Reihen als Einzelkornsaat mit mechanischen oder pneumatischen Einzelkornsämaschinen gesät (österreichisch: gesetzt); die Bestandsdichte ist sorten- und regionsabhängig und beträgt im Durchschnitt etwa 10 (7,5–11) Pflanzen/m². Der Reihenabstand beträgt etwa 75 Zentimeter, der Säabstand etwa 10 bis 20 Zentimeter.
Die Ernte des Silomaises, normalerweise durch Feldhäcksler, findet in Deutschland Mitte September bis Anfang Oktober statt (der optimale Erntetermin liegt bei etwa 30 % Trockensubstanz der Gesamtpflanze). Körnermais wird in klimatisch bevorzugten Gebieten ab Ende September bis Ende November geerntet. Trotzdem liegt der Feuchtigkeitsgehalt der Körner mit etwa 25–35 % noch so hoch, dass eine entsprechende Trocknung notwendig ist. Haltbar sind Einzelkörner mit max. 16 % Feuchtigkeit; werden ganze Kolben in durchlüfteten Drahtgittersilos eingelagert, so darf die Feuchtigkeit etwas höher sein. Der Hektarertrag von Körnermais liegt bei der Ernte zwischen 80 und 120 dt/ha.
Körnermais kann heute mit Mähdreschern geerntet werden, wobei ein spezielles Schneidewerk (siehe Maisschneidwerke) die Kolben von den Stängeln trennt und die Kolben direkt vom Mähdrescher gedroschen werden können. Die Stängel bleiben in der Regel als Restpflanze auf dem Feld zurück. Zum Schutz vor Schädlingen und um die Verrottung der Restpflanze zu beschleunigen wird diese in der Regel zerkleinert und im Anschluss mechanisch in den Boden eingearbeitet. Je nach Erntesystem erfolgt die Zerkleinerung entweder direkt während der Ernte durch das Maisschneidwerk mithilfe eines integrierten Unterbauhäckslers oder es wird ein zusätzlicher Mulcharbeitsgang unmittelbar nach der Ernte durchgeführt.

### Foliensaat

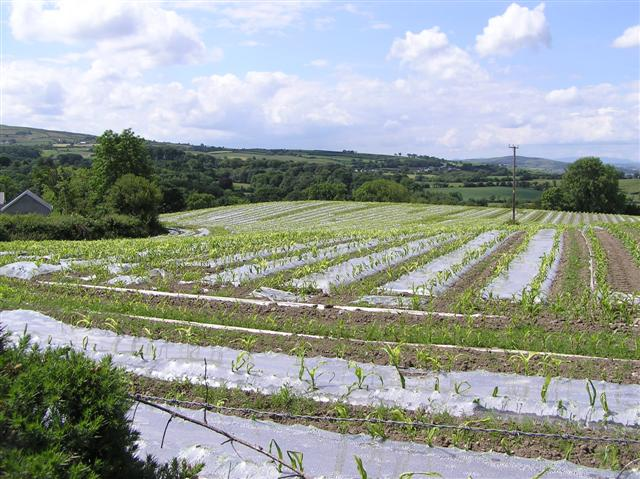
Maispflanzen kurz nach dem Durchstoßen der Folie bei Foliensaat

In Kanada und Irland weit verbreitet ist die Foliensaat. Beim Säen werden die Reihen mit einer Folie überzogen, um den Glashauseffekt zu erreichen. Die Folie ist biologisch abbaubar und verbleibt auf dem Feld. Um den Bestand unkrautfrei zu halten, wird gleichzeitig ein Vorauflaufherbizid ausgebracht.
Mehrerträge konnten vor allem in kühlen Jahren erzielt werden. Untersuchungen im kanadischen Neufundland ergaben eine um 9 bis 15 Tage kürzere Vegetationszeit, gleichzeitig stiegen die Trockenmasseerträge um 14 bis 22 % an. Versuche in den Niederlanden im Jahr 2008 ergaben, dass die Aussaat desselben Saatguts zwei Wochen früher möglich ist, so dass ertragreichere Sorten eingesetzt werden können. Insbesondere die Phosphorverfügbarkeit wird bei den steigenden Bodentemperaturen unter Folie deutlich verbessert. Unter trockenen Bedingungen wurden ebenfalls Mehrerträge festgestellt. Zudem kann eine Maissorte mit einer um 100 Punkte höheren Reifezahl (FAO-Zahl) angebaut werden.
Die Flächenleistung des Sägerätes ist aufgrund der gleichzeitigen Befestigung der Folie deutlich geringer als bei konventionellen Geräten. Je nach Anzahl und Anordnung der Löcher in der Folie kann es zu Problemen mit der Wasserabfuhr kommen.

### Saatgut
Bis in die 1930er Jahre waren ausschließlich offen abblühende Maissorten im Anbau, wie zum Beispiel der gelbe badische Landmais. Durch bedeutende Züchtungsfortschritte begann in den USA in den 1930er Jahren der Anbau von Mais-Hybriden. Hybridmais bringt dank Heterosis-Effekt deutlich höhere Erträge als offen abblühende Sorten; ein Nachbau (Saatgut) der geernteten Körner führt jedoch zu einem geringeren Ertrag. In Industrieländern kaufen Bauern in der Regel jährlich frisches Hybridsaatgut, da die höheren Kosten durch die höheren Erträge kompensiert werden. Ärmeren Bauern in Entwicklungsländern ist dies nicht immer möglich, so dass sie Hybridsaatgut recyclen. Trotz der durch Recycling bedingten Ertragseinbrüche sind Nachkommen von Hybriden den traditionellen Sorten üblicherweise noch einige Generationen überlegen.
Als QPM-Mais (Quality Protein Maize) werden Maissorten mit erhöhtem Gehalt der im Mais limitierenden essentiellen Aminosäuren Lysin und Tryptophan bezeichnet. Da Mais in vielen afrikanischen Ländern aufgrund eines schlechten Zugangs zu tierischen Proteinen und Hülsenfrüchten die bedeutendste Proteinquelle ist, hat QPM das Potenzial, den Gesundheitszustand vieler Menschen zu verbessern. QPM-Sorten werden bereits in etwa 40 Ländern angebaut, vor allem in afrikanischen.
Der Verkehr mit Mais-Saatgut ist im Sortenschutzgesetz und Saatgutverkehrsrecht geregelt, deren Einhaltung durch das Bundessortenamt geregelt und durch Länderbehörden überwacht wird. Die zugelassenen Sorten werden in der Europäischen Sortenliste periodisch veröffentlicht. 2010 wurde in Deutschland auf 3.754 ha Maissaatgut vermehrt, fast ausschließlich am Oberrhein in Baden-Württemberg. Mehr als 80 % des benötigten Saatgutes werden importiert, vor allem aus Frankreich oder Ungarn.
Die weltweit im Anbau befindlichen Sorten werden mit einer dreistelligen Reifezahl von 100 bis 900 beschrieben. Von den neun Reifegruppen reifen die 100er- bis 300er-Sorten mit weniger Sonnenenergie in Norddeutschland als Silomais und in Süddeutschland als Körnermais ab. Das hohe Ertragspotential der Reifegruppen höher 400 setzt hohe Sonnenenergie voraus, die nur in Regionen bis zum 40. Breitengrad der Erde erreicht wird, z. B. im mittleren Westen der USA oder südlich von Rom. Bis 1998 wurden Maissorten anhand ihrer FAO-Zahl eingruppiert. Dabei wurde ausschließlich der Trockensubstanzgehalt des Kolbens ermittelt. Eine Differenzierung nach Nutzung (Silomais oder Körnermais) war daher aus technischen Gründen nicht möglich. Eine Differenz von zehn FAO-Einheiten gab unter mitteleuropäischen Verhältnissen einen Reifeunterschied von ein bis zwei Tagen oder 1 bis 2 % im Trockensubstanzgehalt der Körner zum Zeitpunkt der Reife wieder.
Heute wird die Reifezahl nutzungsspezifisch angegeben, d. h. bei Silomaistypen (S) wird der TS-Gehalt der Gesamtpflanze als Kriterium herangezogen, und bei Körnermaistypen (K) wird der TS-Gehalt der Körner berücksichtigt,

Beispiel: S 230/K 240
Bei den neuen Einstufungen handelt es sich um relative Einstufungen zu Referenzsorten.
Somit würde eine Sorte nach Einstufung der FAO-Zahl und der Nutzungsspezifischen Reifezahl in unterschiedlichen Gruppen erscheinen.
In der Deutschen Demokratischen Republik war Wilhelm Kappel der führende Maiszüchter.

#### Gentechnisch modifizierte Sorten
Seit Ende der 1990er Jahre werden mittels Gentechnik hergestellte schädlingsresistente und herbizidresistente Maissorten angebaut. 2009 erfolgte der Anbau in 16 Ländern. Die wichtigsten Anbauländer sind die USA, Brasilien, Argentinien und Kanada. In den USA beträgt der Anteil transgener Sorten 85 %. Der Anbau transgenen Maises ist laut begutachteten Studien in den untersuchten Ländern kostensparender und/oder ertragreicher sowie umweltschonender. Andere Studien kommen zu einem anderen Ergebnis, indem sie auf einen längeren Beobachtungszeitraum bezogen beispielsweise einen höheren Pestizidverbrauch feststellten. In Nordamerika werden mögliche Einflüsse auf die Biodiversität von wilden Verwandten des Maises in Mexiko untersucht.

### Kornformen

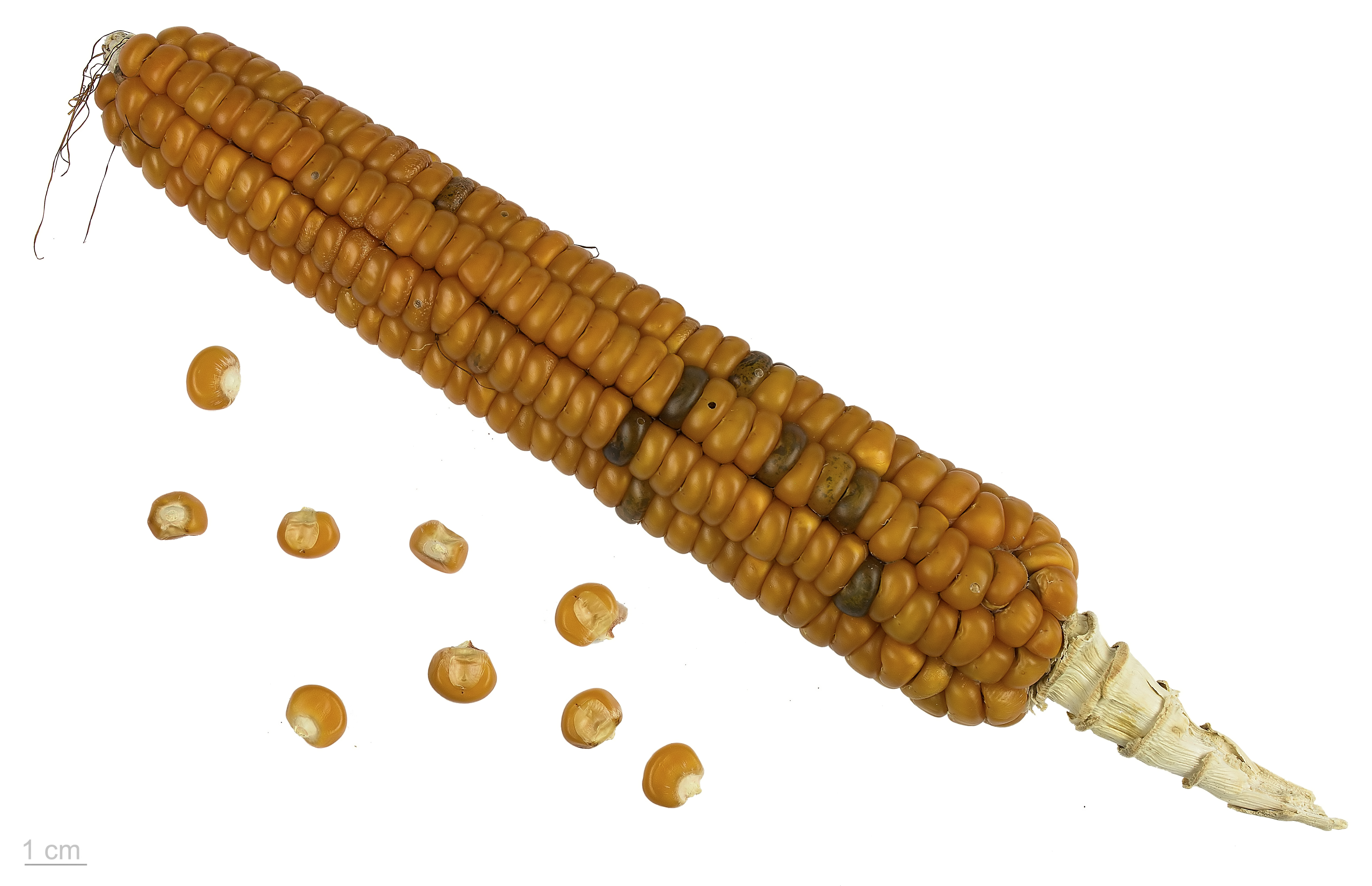
Zea mays ‚Ottofile giallo Tortonese‘

Mais wird teilweise über die Form, die Zusammensetzung und die Verwendung der Maiskörner definiert. Die Form des Korns wird durch das Nährstoffgewebe bestimmt. Folgende Klassifizierung ist üblich (engl. Bezeichnungen in Klammern):
1. Hartmais (englisch flint = Kiesel, Feuerstein, flach, rund). Die reifen Körner sind rund, weil sich hier stärkereiches Nährgewebe befindet, darum herum aber hornartiges. Hartmais ist die in den USA am meisten angebaute Form des Maises.[64]
2. Zahnmais (dent). Die reifen Körner sind in der Mitte eingesunken, weil die Proteinschicht (auch Hornendosperm genannt) rings um das Korn verläuft. Die meisten Sorten im europäischen Anbau sind Zahnmais/Hartmaismischtypen.[65][66]
3. Puffmais (popcorn). Das gesamte Nährgewebe ist hornartig. Durch Erhitzen platzen die Körner.
4. Zuckermais (sweet corn). Da Zuckermaisarten ein Gen fehlt, wandelt sich bei der Reife der Zucker nicht in Stärke um. Die Körner schrumpfen entsprechend bei der Reife. Zuckermais wird gewöhnlich vor Abschluss des Reifeprozesses geerntet und gegessen. Es gibt zahlreiche spezielle farbliche Varietäten wie Blue Corn und Purple Corn.
5. Stärkemais (flour corn). Die Körner haben kein Hornendosperm (Eiweißschicht), sondern nur ein weiches und stärkehaltiges Nährgewebe und lassen sich daher besser als andere Maisgruppen zu Mehl mahlen. Körner und Kolben dieser Maisform finden sich unter anderem in den Gräbern der Inkas und Azteken.
6. Wachsmais (waxy corn). Die Körner sehen wachsartig aus, weil sie einen Überzug aus Amylopektin haben.
7. Spelzmais (pod corn). Die Maisform hat heute keine landwirtschaftliche Bedeutung mehr. Da jedes Korn von Spelzen umgeben ist, ist die Verarbeitung eingeschränkt.

Alternativ können Maissorten nach ihrem Alter gruppiert werden.

### Krankheiten und Schädlinge

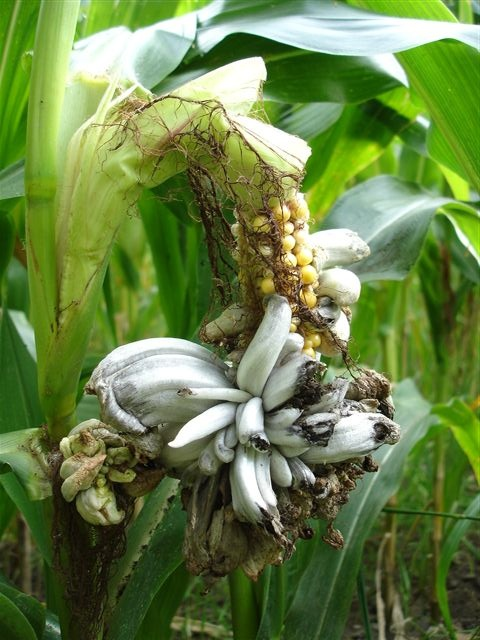
Von Maisbeulenbrand befallener Maiskolben

Zu den Krankheiten von Kulturmais gehören Auflaufkrankheiten, Keimlings-, Wurzel-, Stängel- und Kolbenfäule, Maisbeulenbrand (Ustilago maydis), Maisrost (Puccinia sorghi, P. mayidis), Blattfleckenkrankheit bei Mais (Helminthosporium sp.).
In Subsahara-Afrika ist der Maize Streak Virus die verheerendste virale Krankheit beim Mais. Fast im gesamten Afrika hat sich der aus Mesoamerika eingeschleppte Große Kornbohrer (Prostephanus truncatus) ausgebreitet und richtet teils erhebliche Schäden an Mais auf dem Feld oder im Lagerhaus an. Der Schimmelpilz Aspergillus flavus befällt gelagerten Mais und bildet unter Umständen die hochtoxischen Aflatoxine, durch welche die Ernte für menschlichen oder tierischen Verzehr ungeeignet ist.
Als tierische Schädlinge von Kulturmais gelten Ackerschnecken (Deroceras ssp.), Drahtwurm (Agriotes lineatus), Fritfliege (Oscinella frit), Maiszünsler (Ostrinia nubilalis), Westlicher Maiswurzelbohrer (Diabrotica vigifera), Baumwollkapselbohrer (Helicoverpa zea), Baumwoll-Kapseleule (Helicoverpa armigera). Der Maiszünsler (Ostrinia nubilalis) bohrt sich in das Innere des Stängels oder des Kolbens und vernichtet dadurch große Teile der Ernte.

### Nützlinge
Das Bakterium Paenibacillus brasilensis lebt oft in Assoziation mit Mais. Er ist wie andere Paenibacillus-Arten in der Lage, durch Stickstofffixierung Stickstoff aus der Luft zu binden. Diese Fixierung von Stickstoff ist auch als Diazotrophie bekannt und für die Pflanze von Vorteil, da ihr damit zusätzlicher Stickstoff in Form von Ammoniak und höherwertigen Verbindungen zukommt, den sie alleine überhaupt nicht aus der Luft und nur in der lokal typischen Menge aus dem Boden hätte entnehmen können.
Im Mais können Schlupfwespen (Trichogramma brassicae) eingesetzt werden, um den Maiszünsler (Ostrinia nubilalis) zu bekämpfen. Hierzu werden die Schlupfwespen mit kleinen Kärtchen oder per Multicopter in dem Maisbestand verteilt. Anschließend legen die weiblichen Schlupfwespen ihre Eier in die Gelege der Maiszünsler, welche hierdurch absterben.

## Wirtschaftliche Bedeutung
Weltweit lagen die Hektar-Erträge für Körnermais 2020 bei 58 dt/ha und in Deutschland bei 96 dt/ha.
Laut Statistischem Bundesamt wurden 2016 in Deutschland insgesamt 4,4 Mio. Tonnen Körnermais (einschließlich Corn-Cob-Mix) auf 430.000 ha angebaut. 2,1 Mio. ha wurden zur Silomaiserzeugung (einschließlich Lieschkolben) genutzt, auf denen 96,6 Mio. t Silomais geerntet wurden.

### Die größten Maisproduzenten
2023 wurden laut Ernährungs- und Landwirtschaftsorganisation FAO weltweit 1.217.976.439 Tonnen Körnermais von 208 Mio. Hektar geerntet. Damit sind Zuckerrohr und Mais die beiden einzigen Nahrungspflanzen, deren jährliche Erntemengen über einer Milliarde Tonnen liegen.
Folgende Tabelle gibt eine Übersicht über die 20 größten Produzenten von Mais weltweit, die insgesamt 90,0 % der Gesamtmenge produzierten. Außerdem befinden sich unter dieser Tabelle die Zahlen für Deutschland, Österreich und der Schweiz zum Vergleich:
| Rang | Land                | Menge (in t) |    | Rang             | Land          | Menge (in t) |
| ---- | ------------------- | ------------ | -- | ---------------- | ------------- | ------------ |
| 1    | Vereinigte Staaten  | 389.694.460  | 12 | Nigeria          | 11.053.000    |              |
| 2    | Volksrepublik China | 288.842.300  | 13 | Frankreich       | 12.834.600    |              |
| 3    | Brasilien           | 131.950.246  | 14 | Äthiopien        | 10.000.000    |              |
| 4    | Argentinien         | 41.409.448   | 15 | Pakistan         | 10.183.109    |              |
| 5    | Indien              | 38.085.256   | 16 | Polen            | 8.500.000     |              |
| 6    | Mexiko              | 38.085.256   | 17 | Philippinen      | 8.405.004     |              |
| 7    | Ukraine             | 31.030.440   | 18 | Rumänien         | 8.744.000     |              |
| 8    | Indonesien          | 19.985.653   | 19 | Ägypten          | 8.037.130     |              |
| 9    | Südafrika           | 16.137.000   | 20 | Paraguay         | 4.491.550     |              |
| 10   | Russland            | 16.600.000   |    | Top Twenty       | 1.096.582.756 |              |
| 11   | Kanada              | 15.075.930   |    | restliche Länder | 121.393.683   |              |

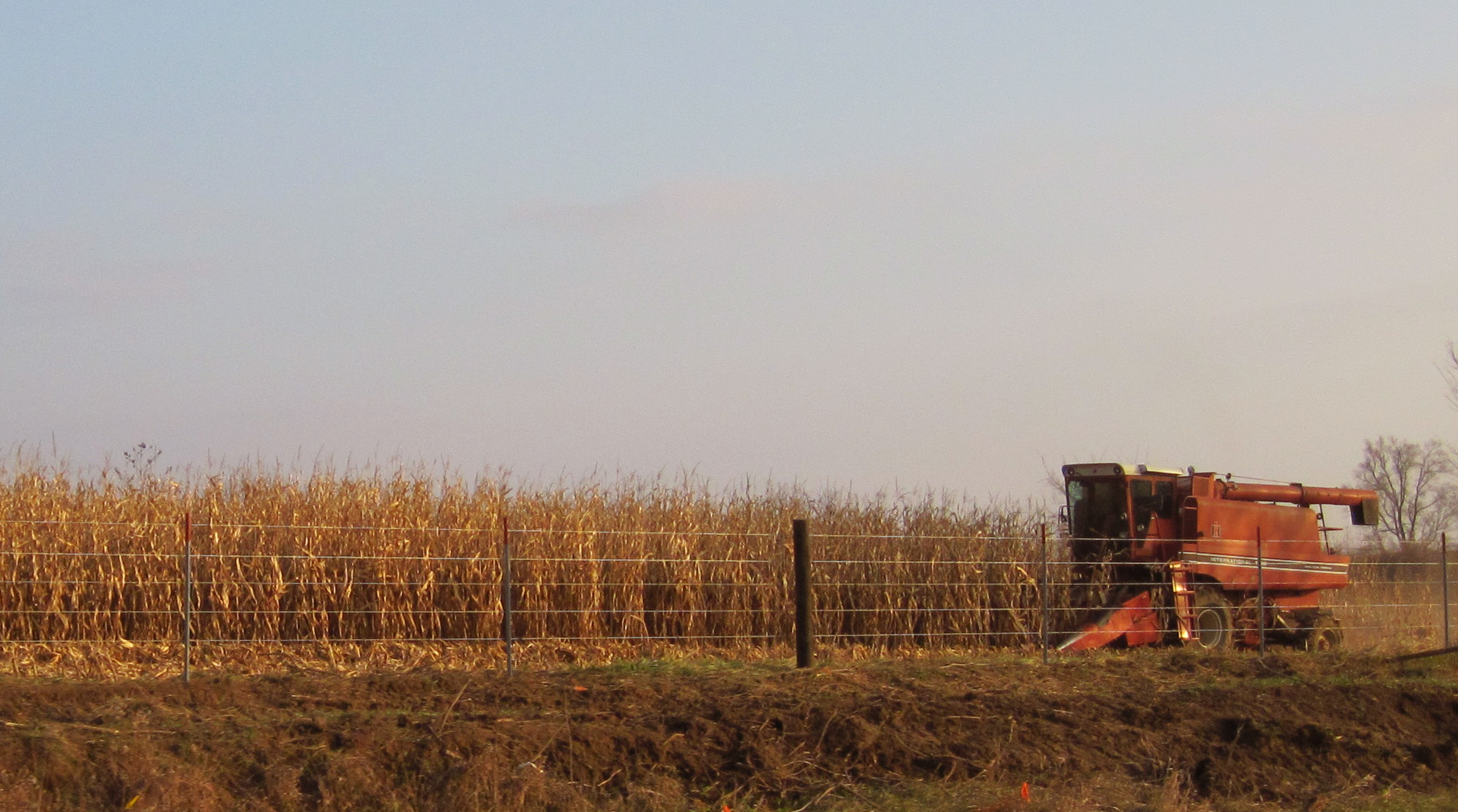
Maisernte in Iowa (2009), einem führenden Maisproduzenten unter den US-Bundesstaaten

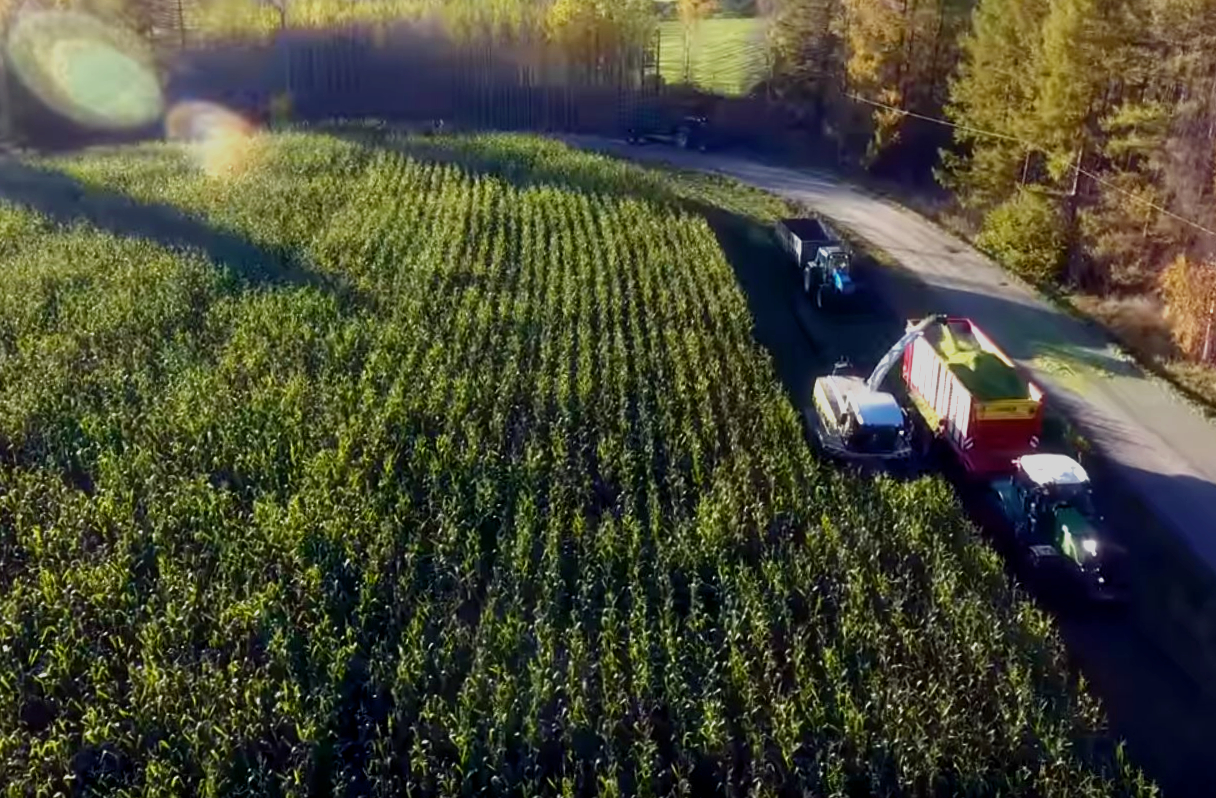
Maisernte in Rantasalmi, Südsavo, Finnland (2021)

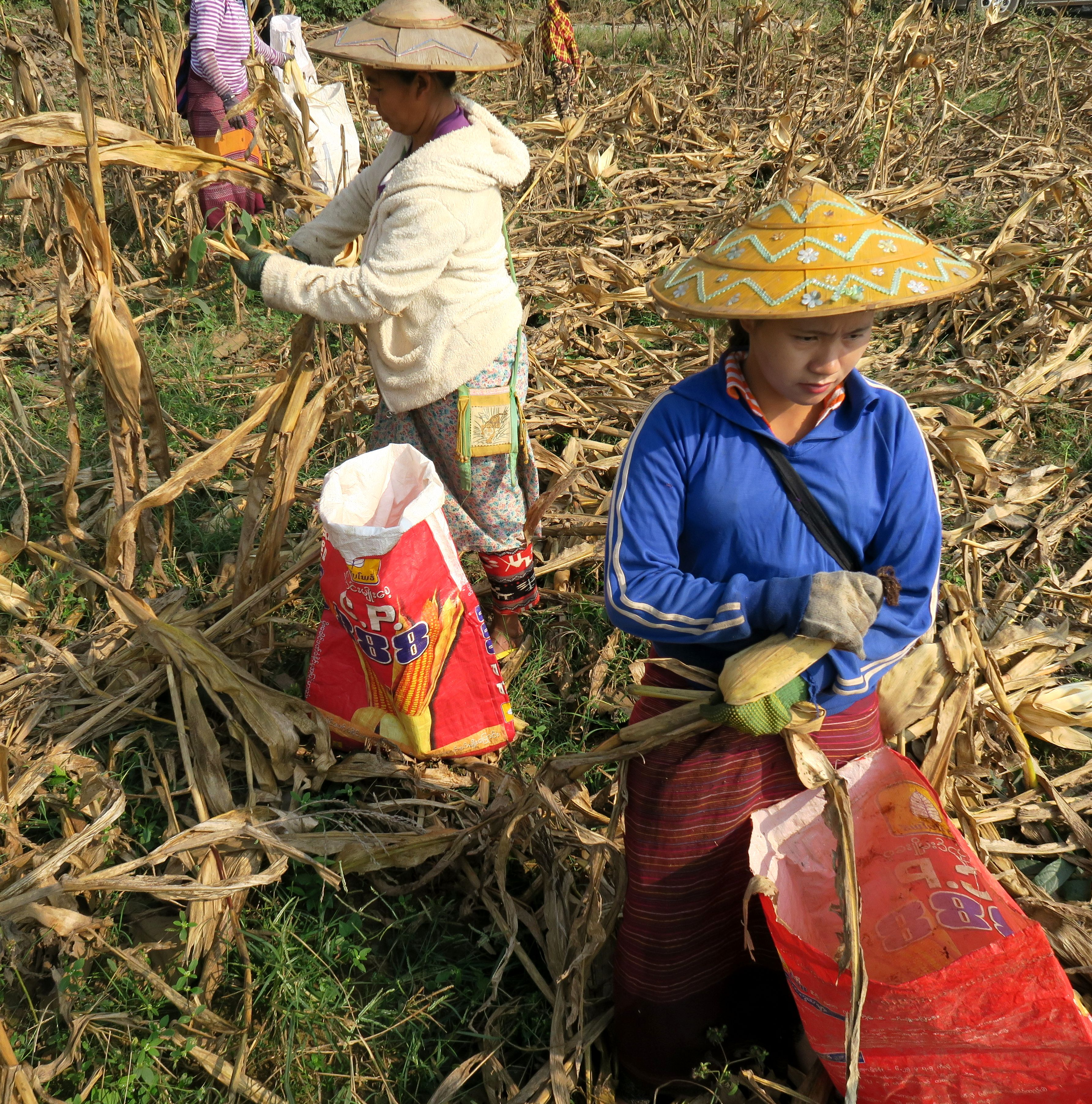
Händische Ernte in Myanmar

Zum Vergleich: die Jahresernte in Deutschland betrug 3.837.400 t, in Österreich 2.105.060 t und in der Schweiz 125.317 t.
Siehe auch
- Liste der größten Agrarproduzenten
- Liste der größten Getreideproduzenten
- Roggen#Die größten Roggenproduzenten
- Gerste#Die größten Gersteproduzenten
- Reis#Die größten Reisproduzenten
- Weizen#Die größten Weizenproduzenten
- Saat-Hafer#Die größten Haferproduzenten

### Handel
Mais ist nach Weizen das meistgehandelte Getreide. Global wurden 2019 etwa 184 Millionen Tonnen exportiert, davon etwa 23,3 % aus Brasilien, gefolgt von den Vereinigten Staaten (22,6 %) und Argentinien (19,6 %). Größter Importeur war 2019 Japan (8,8 %), gefolgt von Mexiko, Vietnam und Südkorea. Unter den 20 größten Exportnationen waren auch weitere europäische Länder: Ukraine, Frankreich und Serbien. Subsahara-Afrika ist größtenteils autark.

## Nutzung

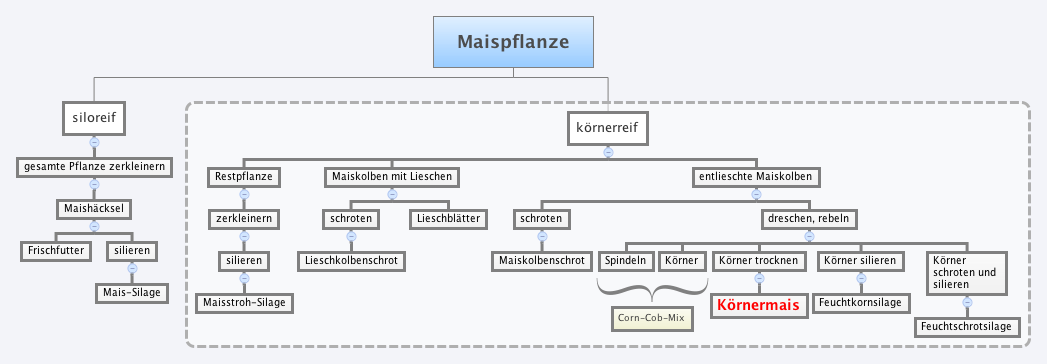
Übersicht: Produkte, die aus der Maispflanze hergestellt werden

### Nutzung als Lebensmittel, Futtermittel und zur Energiegewinnung

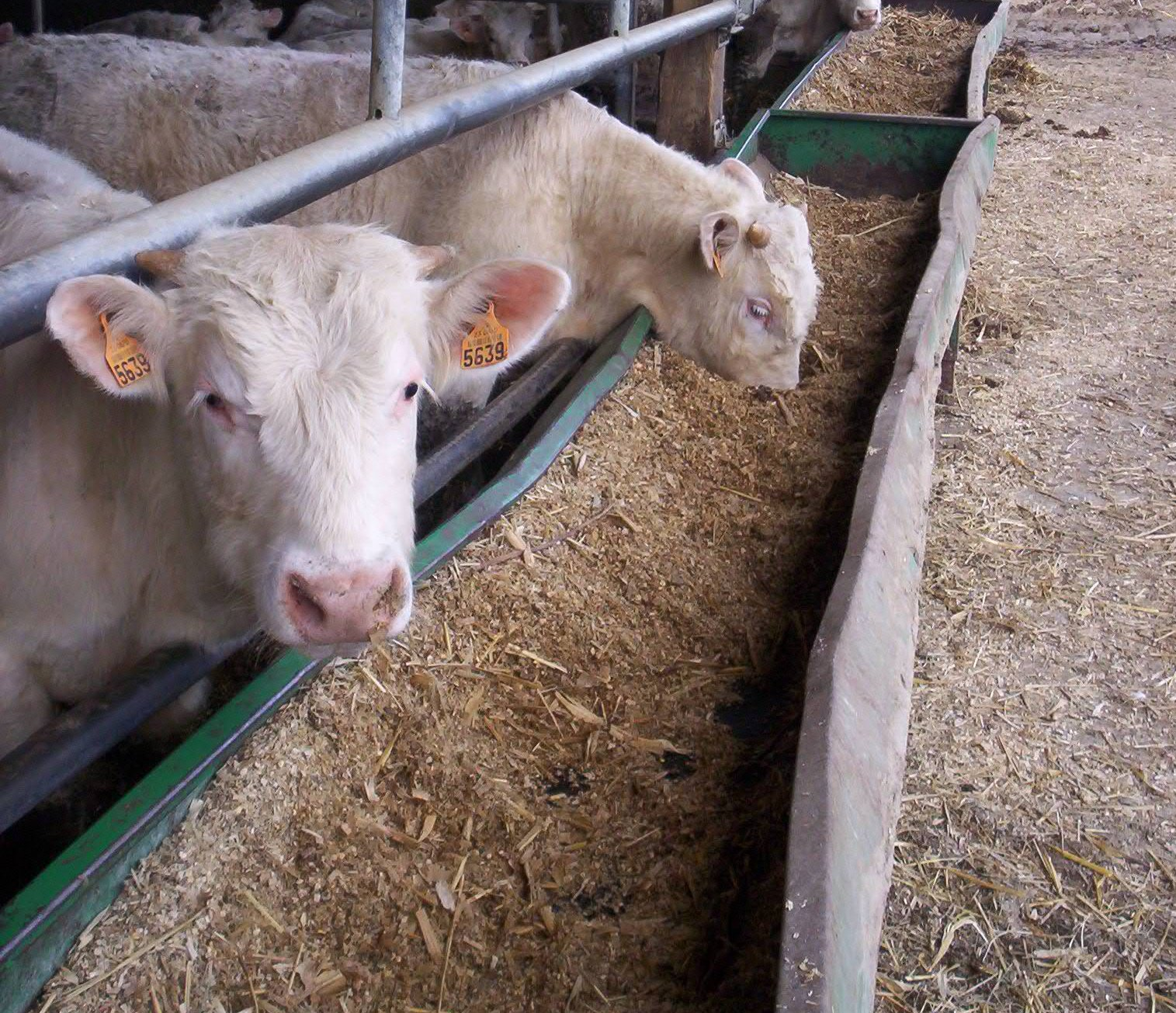
Über 60 % des weltweit produzierten Maises wird verfüttert (hier Charolais mit Maissilage in Frankreich, 2009).

Etwa 15 % der globalen Maisernte werden als Lebensmittel verwendet (Zeitraum: 2005–2007). Global werden 63 % des verbrauchten Mais an Nutztiere verfüttert, 11 % werden verarbeitet, 10 % werden andersartig genutzt, 1 % als Saatgut. In Entwicklungsländern liegt der Anteil von Lebensmitteln an der Maisnachfrage bei 25 %, in Ost- und Südafrika bei 73 %, während er in Industrieländern 3 % beträgt. In Industrieländern wird 23 % des verbrauchten Mais verarbeitet, vor allem zu Bioenergie. Die Nachfrage nach Mais als Futtermittel (vor allem für Schweine und Geflügel) steigt um 6 % jährlich, insbesondere aufgrund des zunehmenden Fleischkonsums in Asien.
Für etwa 900 Millionen Menschen, vor allem in Afrika und Lateinamerika, ist Mais das wichtigste Grundnahrungsmittel. Mais liefert in Mittelamerika 61 %, in Ost- und Südafrika 45 %, in der Andenregion (Bolivien, Kolumbien, Ecuador, Guyana, Peru, Surinam und Venezuela) 29 %, in West- und Zentralafrika 21 % und in Asien 4 % der aus Lebensmitteln aufgenommenen Energie (siehe: physiologischer Brennwert).
Der größte Teil des in Deutschland angebauten Maises (ca. 62 %) wird für Futterzwecke (Silomais, Körnermais) verwendet und ca. 38 % zur Energiegewinnung in Biogasanlagen (Energiemais).

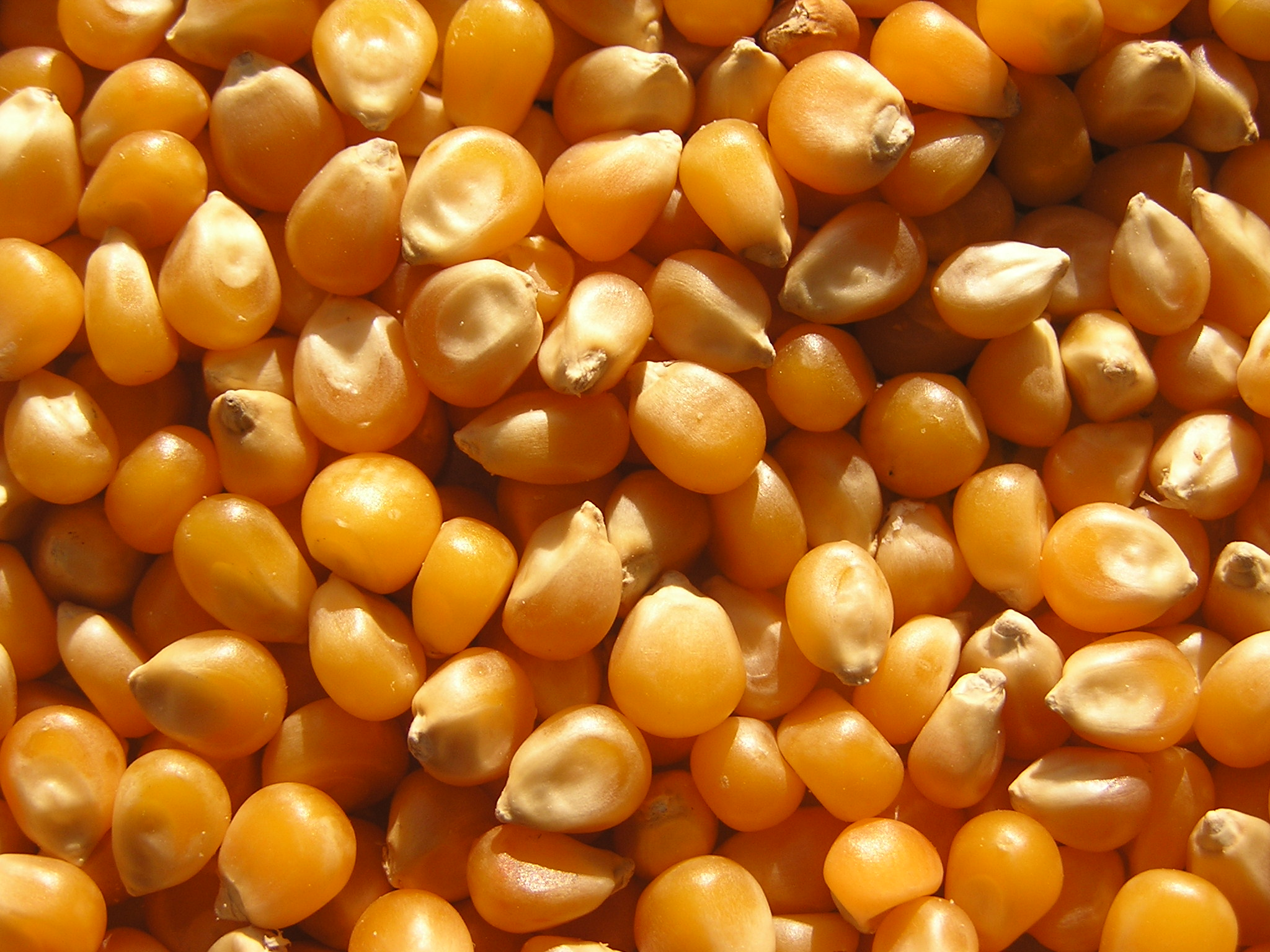
Popcornmais

Ein geringer Anteil der inländischen Erzeugung wird in Form von Körnermais als Lebensmittel verwendet und dazu zum Großteil in der Lebensmittelindustrie verarbeitet. Die Verarbeitung dieser Körner erfolgt dann entweder in der Trockenmüllerei (Mehle und Grieße) oder in der Nassmüllerei (Stärke) zu Produkten wie Maisstärke (Nebenprodukt Corngluten; proteinreiches Tierfutter) und Maismehl bzw. Maisgrieß (Nebenprodukte Maiskeime und Schalen).
Aus diesen Produkten erfolgt die Weiterverarbeitung zu Glukosesirup, Maiskeimöl, Cornflakes, Popcorn, Polenta, Erdnussflips, Tortillas u. v. m. Neben dem in Europa vielfach angebauten gelben Mais gibt es auch rote und blaue Sorten, die Farbeffekte in Nahrungsmitteln geben können.

### Nutzung als Heilpflanze
Als Heilmittel dienen die Maisstärke und das raffinierte Maiskeimöl. Im Öl finden sich Glyceride der Linolsäure (40–60 %), der Ölsäure (25–35 %) und der Palmitinsäure (9–12 %), Vitamin E und Phytosterole. Maisstärke dient als Pudergrundlage mit hohem Wasseraufnahmevermögen und als Hilfsstoff in der pharmazeutischen Technologie, z. B. bei der Tablettenherstellung. Gleichzeitig ist sie auch Ausgangsstoff für weitere Produkte wie Sorbit und Dextrin.
Das Maisöl verwendet man in Haut- und Körperpflegemitteln und als Trägerlösung für ölige Injektionen. Mit dem hohen Gehalt an Linolsäure und Vitamin E gilt das Maiskeimöl als wertvolles Speiseöl.

### Nutzung zur CO2-Speicherung im Meer
Forscher schlagen vor, Reste der Maisernte oder andere Getreideabfälle, die als Strohballen bekannt sind, für den Klimaschutz in der Tiefsee zu versenken. Am Meeresgrund in zwei bis drei Kilometer Tiefe würden sich die Abfälle durch den großen Druck, die vier Grad Wassertemperatur und den wenigen Sauerstoff extrem langsam zersetzen und so für lange Zeit den Kohlenstoff speichern.

### Durchschnittliche Zusammensetzung (ganzes Korn)
Die Zusammensetzung von Mais schwankt naturgemäß, sowohl in Abhängigkeit von den Umweltbedingungen (Boden, Klima) als auch von der Anbautechnik (Düngung, Pflanzenschutz).
| Bestandteile    |        |
| --------------- | ------ |
| Wasser          | 12,5 g |
| Eiweiß 1        | 8,5 g  |
| Fett            | 3,8 g  |
| Kohlenhydrate 2 | 64,2 g |
| Ballaststoffe   | 9,7 g  |
| Mineralstoffe   | 1,3 g  |

| Mineralstoffe |         |
| ------------- | ------- |
| Natrium       | 6 mg    |
| Kalium        | 295 mg  |
| Magnesium     | 90 mg   |
| Calcium       | 8 mg    |
| Mangan        | 415 µg  |
| Eisen         | 1,5 mg  |
| Kupfer        | 240 µg  |
| Zink          | 1,7 mg  |
| Phosphor      | 215 mg  |
| Selen         | 4–16 µg |

| Vitamine                 |         |
| ------------------------ | ------- |
| Vitamin A                | 185 µg  |
| Gesamtcarotinoide 3      | 1300 µg |
| Thiamin (Vit. B1)        | 360 µg  |
| Riboflavin (Vit. B2)     | 200 µg  |
| Niacin (Vit. B3)         | 1500 µg |
| Pantothensäure (Vit. B5) | 650 µg  |
| Vitamin B6               | 400 µg  |
| Folsäure                 | 25 µg   |
| Vitamin E 4              | 2000 µg |

| essentielle und semi-essentielle Aminosäuren |         |
| -------------------------------------------- | ------- |
| Arginin 5                                    | 420 mg  |
| Histidin 5                                   | 260 mg  |
| Isoleucin                                    | 430 mg  |
| Leucin                                       | 1220 mg |
| Lysin                                        | 290 mg  |
| Methionin                                    | 190 mg  |
| Phenylalanin                                 | 460 mg  |
| Threonin                                     | 390 mg  |
| Tryptophan                                   | 70 mg   |
| Tyrosin                                      | 380 mg  |
| Valin                                        | 510 mg  |

1 mg = 1000 µg

Der physiologische Brennwert beträgt 1377 kJ je 100 g essbarem Anteil.

### Nixtamalisation

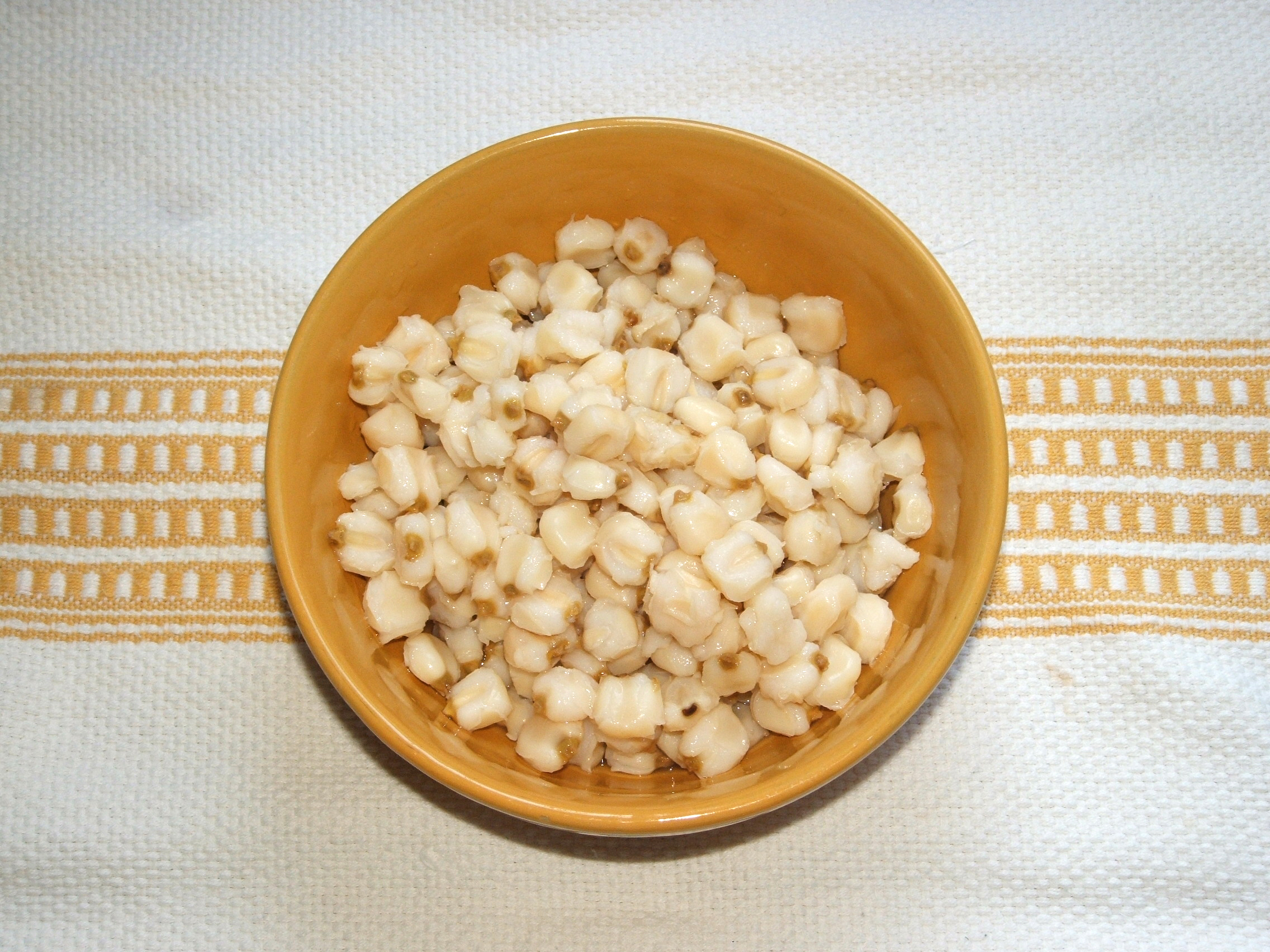
Nixtamalisation: gekochte, enthülste, nasse Maiskörner

In Ländern, in denen eher selten Mais gegessen wird, wird der Mais einfach zermahlen. Dort, wo Mais ein tägliches Grundnahrungsmittel ist, werden die Körner viele Stunden mit alkalischen Stoffen (wie gelöschtem Kalk oder Holzasche) gekocht und enthülst. Dann werden sie entweder unmittelbar zum Endprodukt weiterverarbeitet oder nass zu einem Teig vermahlen, wieder getrocknet und als Mehl gehandelt. Durch diesen Prozess wird das enthaltene Niacin für den Körper verwertbar und Geschmack und Backeigenschaften verbessert.
Diese Verarbeitungstechnik, die als Nixtamalisation (gebildet aus Nahuatl nextli „Kalkasche“ und tamalli „Teig aus Mais“) bezeichnet wird, wurde in Oaxaca nachweislich bereits um 1500 v. Chr. verwendet und ist möglicherweise erheblich älter. Das so gewonnene Produkt wird in den USA Hominy und in Mexiko Nixtamal genannt und beispielsweise zur Zubereitung von Pozole oder Grits verwendet; das Mehl heißt Masa Harina. 
Bei der Einführung des Maises in Europa durch die Spanier im 16. Jahrhundert wurde die Nixtamalisation nicht übernommen, sodass sich die Mangelerkrankung Pellagra auch in Europa verbreitete. Der Zusammenhang zwischen Mais und der Erkrankung wurde lange nicht erkannt. Pellagra trat auch in Westafrika auf, wo Mais erst in den letzten Jahrhunderten als Grundnahrungsmittel populär wurde. Auch die niedrige biologische Wertigkeit des Maisproteins kann zu Mangelerscheinungen führen, wenn kaum andere Proteinquellen zur Verfügung stehen, wie es in vielen Ländern Afrikas der Fall ist.

### Maiskeimöl
Ein weiteres wichtiges Produkt stellt das aus den Maiskeimlingen gewonnene Maiskeimöl dar, das bis 200 °C erhitzbar ist und als Salatöl verwendet wird.

### Nachwachsender Rohstoff
Neben den vorgenannten Anwendungsgebieten in der Ernährung und als Futtermittel wird Mais auch in vielfältiger Weise als nachwachsender Rohstoff verwendet. Dabei gibt es sowohl energetische wie auch stoffliche Verwendungen, die vor allem auf der Maisstärke basieren. Von zentraler Bedeutung ist die Nutzung als Energiepflanze zur Herstellung von Biokraftstoffen (Bioethanol, vor allem in Nordamerika) und als Energiemais zur Herstellung von Maissilage als Biogassubstrat. Als Energiemais wird dabei Mais bezeichnet, der zur Energieerzeugung in Biogasanlagen genutzt wird; durch das Erneuerbare-Energien-Gesetz (EEG) in der Fassung von 2009 wurde die Biogaserzeugung aus nachwachsenden Rohstoffen gefördert und damit der Maisanbau ausgeweitet. Mit der EEG-Novelle 2012 wurde der Einsatz von Mais in Neu- und Bestandsanlagen erstmals beschränkt („Maisdeckel“), um dieser Entwicklung entgegenzuwirken. Weitere Einschränkungen folgten in der EEG-Novelle 2017; die den Einsatz von Mais und Getreide stufenweise bis auf max. 44 % im Jahr 2021 absenkt.

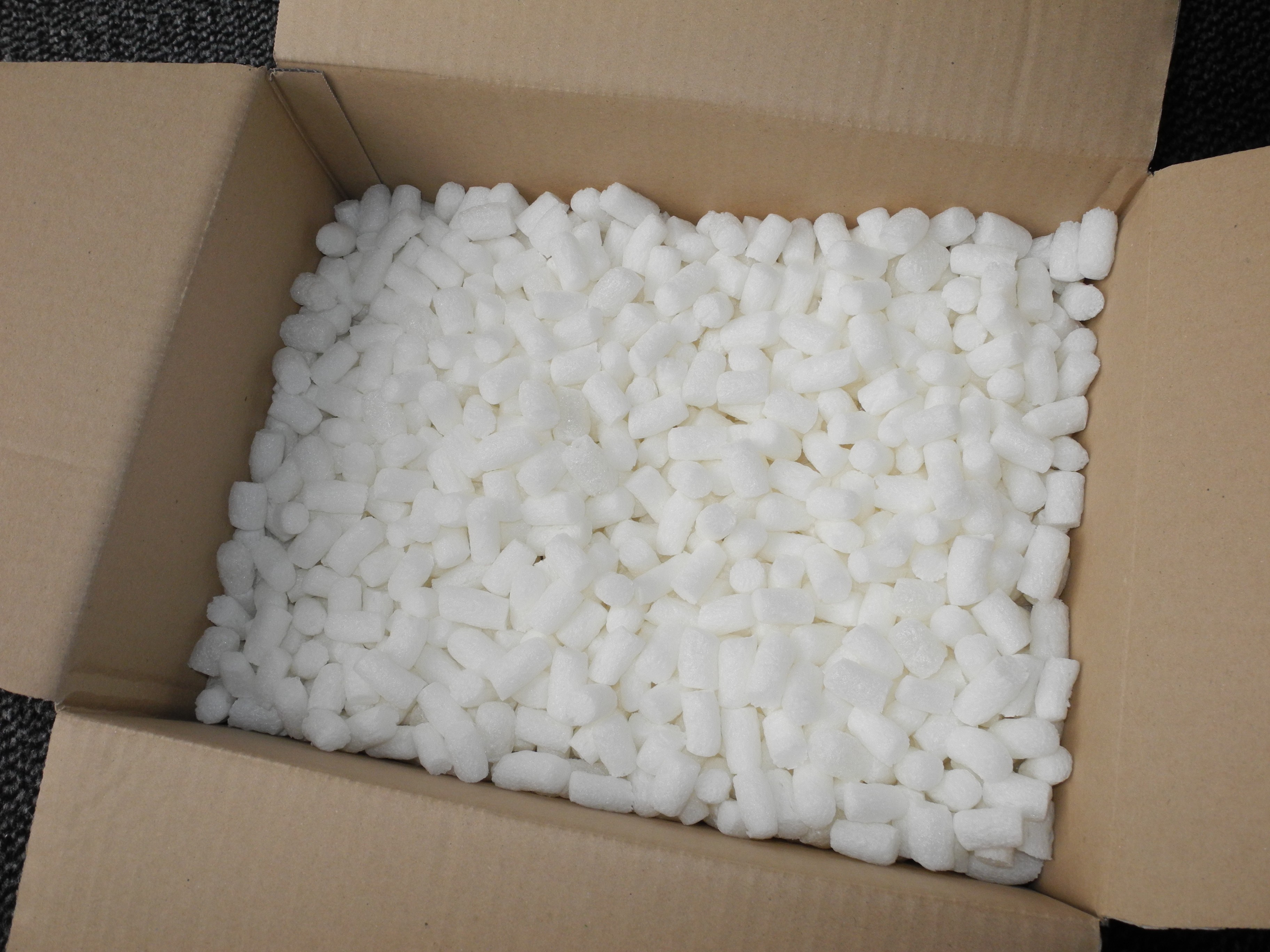
Verpackungschips aus Maisstärke

In der stofflichen Nutzung spielt Maisstärke eine Rolle als Ausgangsprodukt für bio-basierte Kunststoffe, vor allem zur fermentativen Produktion von Milchsäure als Ausgangsprodukt von Polylactiden (PLA) sowie für extrudierte Maisstärke (bspw. für essbares Geschirr und als kompostierbares Füllmaterial in Verpackungen). Wie Weizenstärke und Melasse kann Maisstärke auch als Fermentationsrohstoff für eine Reihe weiterer Feinchemikalien, vor allem Antibiotika und Aminosäuren genutzt werden. Die als Nebenprodukt anfallenden Kolben können zudem als Rohstoff für die Gewinnung von Furfural genutzt werden.
Auf der Basis von Maisspindelgranulat wird Ölbindemittel hergestellt. Die Kolbenspindeln spezieller harter Maissorten werden geschnitzt in den USA als einfache Tabakspfeifen („Missouri-Meerschaum“) benutzt und sind auch in Europa im Tabakfachhandel erhältlich. Ebenfalls aus Maisspindel kann durch Verkohlung Maiskohle erzeugt und als Grillkohle benutzt werden.

## Probleme von Maisanbau und Maisnutzung
In Deutschland gibt es Kritik am starken Maisanbau für Tierfutter und zur Gewinnung von Agrosprit und Biogas. Insbesondere wird kritisiert, dass Mais-Monokulturen (eine „Vermaisung der Landschaft“) negative Auswirkungen auf die Artenvielfalt (Biodiversität) haben. Für Entwicklungsländer wird die Verdrängung der in semi-ariden Gebieten üblichen, ernährungsphysiologisch wertvolleren Hirsenahrung durch Maisnahrung kritisch gesehen. Hier wird die Veränderung der Ernährungsgewohnheiten als Grund angenommen.
Umfangreicher Maisanbau fördert die Unterschlupfmöglichkeiten und Futterquellen von Wildschweinrotten.